# Проект GNOME
Проект GNOME — сообщество, стоящее за программной платформой GNOME. Оно состоит из разработчиков программного обеспечения, художников, писателей, переводчиков, других участников и активных пользователей GNOME. Это часть Проекта GNU.

## GNOME Foundation
В августе 2000 года был создан GNOME Foundation для решения административных задач, взаимодействия с прессой, и действий в качестве посредника для компаний, заинтересованных в разработке программного обеспечения GNOME. Непосредственно не участвуя в технических решениях, Фонд координирует релизы и решает, какие проекты будут частью GNOME. Членство открыто для всех, кто сделал нетривиальный вклад в проект. Члены фонда избирают совет директоров каждый ноябрь, претенденты должны быть членами клуба.

## Программы и события
The GNOME Project отвечает за общественные программы и мероприятия, обычно нацеленные на местных пользователей и разработчиков. Основной встречей участников GNOME является GNOME Users And Developers European Conference (GUADEC), ежегодная конференция, используемая для обсуждения развития и прогресса GNOME. Идея проведения мероприятий GUADEC была высказана на Парижской встрече разработчиков и пользователей GNOME в 1998 году, и следующий GUADEC планируется провести в Ла-Корунья в Испании. GNOME также участвует в Desktop Summit, который является совместной конференцией, организованной сообществами GNOME и KDE, и проводящейся ежегодно в Европе. Последний Desktop Summit состоялся в Берлине, Германия, 6-12 августа 2011 года в Университете Гумбольдта.
Одной из программ сообщества проекта является Outreach Program for Women, созданная с целью увеличения участия женщин и совершенствования доступа новых членов для участия GNOME.

## Сотрудничество с другими проектами
Проект GNOME активно сотрудничает с другими свободными проектами. Предыдущие попытки сотрудничества были обычно организованы по принципу «проект — проекту» (project-to-project). Чтобы сделать сотрудничество шире, был основан проект freedesktop.org.